# Усть-Лотовка
Усть-Ло́товка (рос. Усть-Лотовка) — присілок у складі Аромашевського району Тюменської області, Росія.
Населення — 100 осіб (2010, 126 у 2002).
Національний склад станом на 2002 рік:
- росіяни — 91 %